# ماتادور (فیلم ۲۰۰۵)
ماتادور (انگلیسی: The Matador) فیلمی در ژانر کمدی به کارگردانی ریچارد شپارد است که در سال ۲۰۰۵ منتشر شد. مدت زمان این فیلم ۹۶ دقیقه است. بودجه ساخت فیلم ۱۲٫۵ میلیون دلار بود.

## بازیگران
- گرگ کینر
- هوپ دیویس
- فیلیپ بیکر هال
- پیرس برازنان
- دیلن بیکر
- ادام اسکات